# Oundle
Oundle – miasto i civil parish w Wielkiej Brytanii, w Anglii, w regionie East Midlands, w hrabstwie Northamptonshire, w dystrykcie (unitary authority) North Northamptonshire. Leży 18,9 km od miasta Kettering, 38,9 km od miasta Northampton i 110,9 km od Londynu. W 2001 roku miasto liczyło 5219 mieszkańców. W 2011 roku civil parish liczyła 5735 mieszkańców. Oundle jest wspomniana w Domesday Book (1086) jako Undel(e).
W mieście działa Oundle School – szkoła utworzona w 1556 roku jako Laxton Grammar School. W latach 1892–1922 jej reformatorem był Frederick William Sanderson.

## Współpraca
- Andrésy, Francja
- Nauort, Niemcy